# Francisco Adriano da Silva Rodrigues
Francisco Adriano da Silva Rodrigues (* 14. Oktober 1985 in Belo Horizonte) ist ein ehemaliger brasilianischer Fußballspieler.

## Karriere
Adriano begann seine Karriere bei Cruzeiro Belo Horizonte, wo er 2004 in die erste Mannschaft geholt wurde. Am Ende der Saison wurde der Verein 13. 2005 wechselte er zum Ipatinga FC, danach zu América Mineiro und 2006 kehrte er wieder zu Cruzeiro zurück. Mit Platz zehn kehrte er Brasilien den Rücken und wechselte nach Portugal zu Nacional Funchal. In der ersten Saison kam er auf fünf Einsätze und einem Tor. Weiters gab er sein Debüt auf europäischer Klubebene. In der ersten Runde des UEFA Cups gegen den Vertreter aus Rumänien Dinamo Bukarest spielte Adriano bis zur 67. Minute, ehe er für Bruno Basto ausgewechselt wurde. Das Spiel wurde in der Verlängerung 1:2 verloren.
2007/08 wurde man Achter, in der darauffolgenden Saison wurde der zehnte Platz, mit Adriano als Stammspieler, eingefahren. Danach wechselte er in die Liga de Honra zu Boavista Porto, wo er ebenfalls zum Stamm gehörte. Seit 2009 spielte er wieder in der Heimat bei UR Trabalhadores. Nach weiteren Stationen kehrte 2012 für eine Saison zu Boavista zurück.